# Inkarri
Il mito di Inkarri (o Inkari) è una delle più famose leggende Inca

## Descrizione

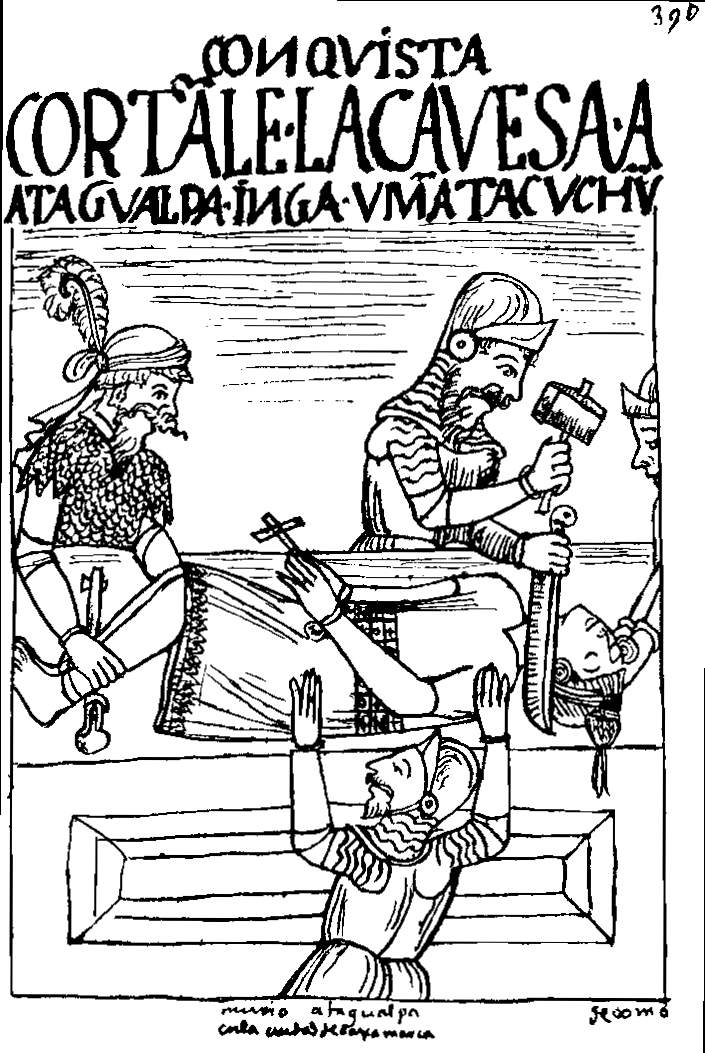
Disegno raffigurante l'esecuzione di Atahualpa disegnata da Waman Puma de Ayala

Quando i conquistadores spagnoli torturarono e giustiziarono l'ultimo re dell'impero inca, Atahualpa, egli giurò che sarebbe tornato un giorno per vendicare la propria morte. Secondo la leggenda, gli spagnoli smembrarono il suo corpo e lo seppellirono in vari luoghi sparsi per il regno: si dice che la testa sia rimasta sotto al palazzo presidenziale di Lima, mentre le braccia si troverebbero sotto al Waqaypata (Quadrato di lacrime) a Cuzco e le gambe ad Ayacucho. Sepolto in terra, egli sarebbe un giorno cresciuto, quando si sarebbe risvegliato, avrebbe ripreso in mano le redini del suo regno e ristabilito l'armonia nella relazione tra Pachamama (la madre terra) ed i suoi figli.
Dato che la leggenda è stata tramandata oralmente per generazioni, esistono numerosi versioni diverse del mito di Inkarri. Lo stesso nome Inkarri deriva probabilmente dallo spagnolo Inca-rey (Inca-re).
La leggenda di Inkarri è alla base ed il titolo di un romanzo scritto da Ryan Miller.
Si dice che la mitica città perduta di Paititi fosse stata fondata da Inkarri.